# Krasnojarsk
Krasnojarsk (russisch Красноярск, [krəsnɐˈjarsk] ⓘ) ist eine Stadt in Russland am Fluss Jenissei und an der Hauptstrecke der Transsibirischen Eisenbahn. Die ca. 3360 km östlich von Moskau gelegene Metropole ist die Hauptstadt der gleichnamigen Region (Krasnojarski Krai) und mit 1.205.473 Einwohnern (2024) nach Nowosibirsk und inzwischen vor Omsk die zweitgrößte Stadt Sibiriens, die sechstgrößte Russlands, sowie die östlichste Millionenstadt Russlands. Im städtischen Ballungsgebiet leben etwa rund 1,5 Millionen Einwohner.
Die Stadt liegt in der Mitte des Landes, an beiden Ufern des längsten russischen Flusses Jenissei, am Übergang der Westsibirischen Tiefebene, der Mittelsibirischen Hochebene und des Sajangebirges in einer Schlucht, die von den nördlichsten Ausläufern des Ostsajans gebildet wird.
Krasnojarsk wurde 1628 im Zuge der Kolonisierung während der Herrschaft Zar Michaels I., dem ersten Herrscher aus dem Hause Romanow, gegründet und ist die größte der bis heute bestehenden historischen Städte Sibiriens. Während des sibirischen Goldrauschs im 19. Jahrhundert war sie lange Zeit ein großes, wohlhabendes Handelszentrum.
Heute ist die Stadt aufgrund ihrer zentralen Lage zwischen Moskau und dem Fernen Osten Russlands ein bedeutendes Transport- und Logistikzentrum. Die wichtigsten Wirtschaftszweige sind Nichteisenmetallurgie (Aluminiumherstellung), Raumfahrtindustrie und sonstiger Maschinenbau, Chemieindustrie, Holzverarbeitungsindustrie, sowie der Bildungssektor und die Energieerzeugung durch Wasserkraft (Krasnojarsker Talsperre).

## Stadtgliederung
Die Stadt ist in sieben Rajons (Stadtteile) gegliedert:
- Kirowski
- Leninski
- Oktjabrski
- Sowjetski
- Swerdlowski
- Zentralny
- Schelesnodoroschny

## Geschichte

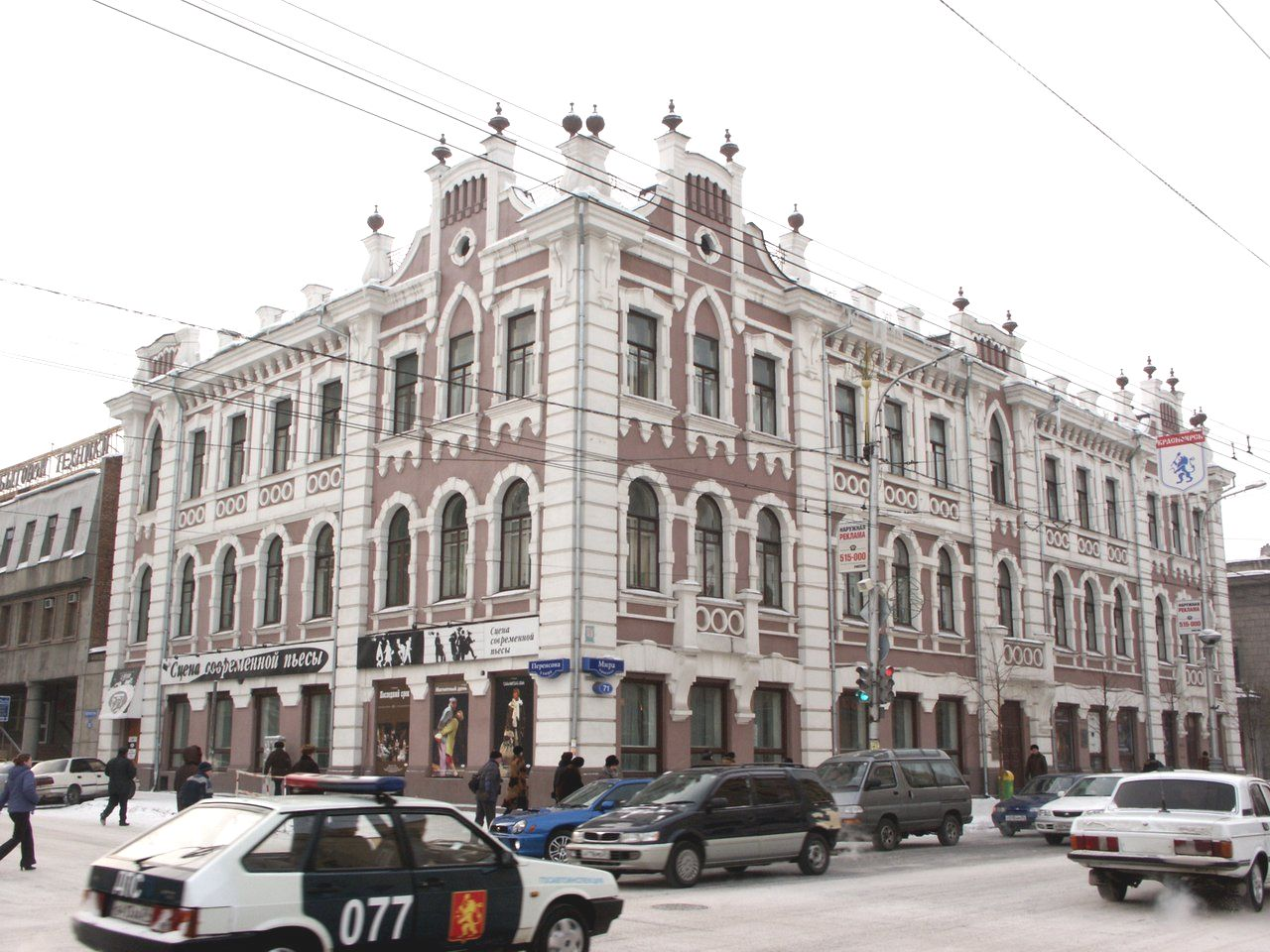
Ein historisches Haus in Krasnojarsk

Krasnojarsk wurde 1628 als Ostrog (hölzerne Festung) durch einen Kosakenverband als „Krasny Jar“ (Schöner oder Roter steiler Abhang, abgeleitet von einer früheren turksprachigen Bezeichnung des Ortes) von Andrei Dubenski gegründet, um Jenissejsk vor den Angriffen der Kirgisen zu schützen. Die neu gegründete Siedlung befand sich vier Tagesritte von Jenissejsk entfernt an der Nordgrenze kirgisischer Siedlungen. Die Kirgisen griffen die neue Festung an, konnten sie aber nicht einnehmen. 1690 hatte Russland sich Sibirien endgültig angegliedert, und Krasnojarsk bekam Stadtrechte verliehen. Nach dem Frieden mit der Mandschurei 1728 verlor Krasnojarsk zunehmend seine strategische Bedeutung als militärischer Vorposten. Trotz des künftig friedlichen Lebens wuchs die Stadt nicht. Ein Brand verwüstete 1773 fast die ganze Stadt, nur 30 Häuser blieben verschont. Die Einwohnerzahl betrug Ende des 18. Jahrhunderts 850 Mann, davon 80 % Soldaten. 1807 starb der Gründer der Russisch-Amerikanischen Handelskompanie Nikolai Resanow auf dem Rückweg aus Kalifornien nach Sankt Petersburg an einer Erkältung in der Stadt. An der vermutlichen Stelle seiner Grablege befindet sich heute ein Grabmal.
Am 12. Dezember 1822 entstand das Gouvernement Jenisseisk unter dem neu gegründeten Generalgouvernement Ostsibirien (Generalgouverneur Lawinski), dessen Hauptstadt Krasnojarsk war. Zu der Zeit wurden eine Telefonstation, Grundschule, ein Mädchengymnasium, Lehrerseminar sowie eine Handwerkerschule eröffnet. Nach Krasnojarsk zogen nun Kaufleute, Handwerker und Goldgrubenbesitzer. Die ersten Gebäude aus Stein wurden errichtet, ein Park angelegt und eine Druckerei eröffnet. Mit Bau der Transsibirischen Eisenbahn 1895, die Krasnojarsk mit dem Zentrum Russlands verband, erlebte die Stadt einen wirtschaftlichen Aufschwung. Am 6. Dezember 1896 traf der erste Zug der Transsibirischen Eisenbahn in Krasnojarsk ein. Drei Jahre später wurde die Eisenbahnbrücke über den Jenissei (von Jewgeni Knorre und Lawrent Proskurjakow) eröffnet und Krasnojarsk zum größten Transportknoten Sibiriens. 1897 wurde Lenin für drei Jahre nach Sibirien verbannt, nach Schuschenskoje südlich von Krasnojarsk.
Vor dem Zweiten Weltkrieg lebten in Krasnojarsk 40.000 Menschen. Durch Evakuierung der Zivilbevölkerung aus dem Westen der Sowjetunion während des Krieges sowie durch politische Verbannung wuchs die Stadt. Zwischen 1938 und 1956 wurden in das westsibirische Gebiet Krasnojarsk eine Million Menschen deportiert und zur Zwangsarbeit eingesetzt. 1941 nahm das nach Krasnojarsk verlegte Lokomotivwerk „Krasny Profintern“ seine Arbeit auf. Auch andere kriegsgefährdete Industrien wurden hinter den Ural nach Krasnojarsk verlegt. Im Laufe der Kriegsjahre stieg so die Industriekapazität um das Siebenfache, so dass Krasnojarsk Irkutsk überholte und zum Industriezentrum Ostsibiriens wurde. Im September 1961 wurden der erste Kubikmeter Beton für den Bau des Krasnojarsker Wasserkraftwerkes verarbeitet und die Kommunale Brücke (Länge: 2100 m) in Betrieb genommen. Der Baubeginn für die Metro Krasnojarsk erfolgte Mitte der 1990er Jahre. 1987 wurde die Oktoberbrücke über den Jenissei eröffnet (Länge: 5000 m, Breite: 41 m).

### Bevölkerungsentwicklung
| Jahr | Einwohner |
| ---- | --------- |
| 1897 | 26.699    |
| 1939 | 189.977   |
| 1959 | 412.375   |
| 1970 | 648.113   |
| 1979 | 796.305   |
| 1989 | 912.629   |
| 2002 | 909.341   |
| 2010 | 973.826   |
| 2022 | 1.103.023 |

Anmerkung: Volkszählungsdaten

## Sehenswürdigkeiten

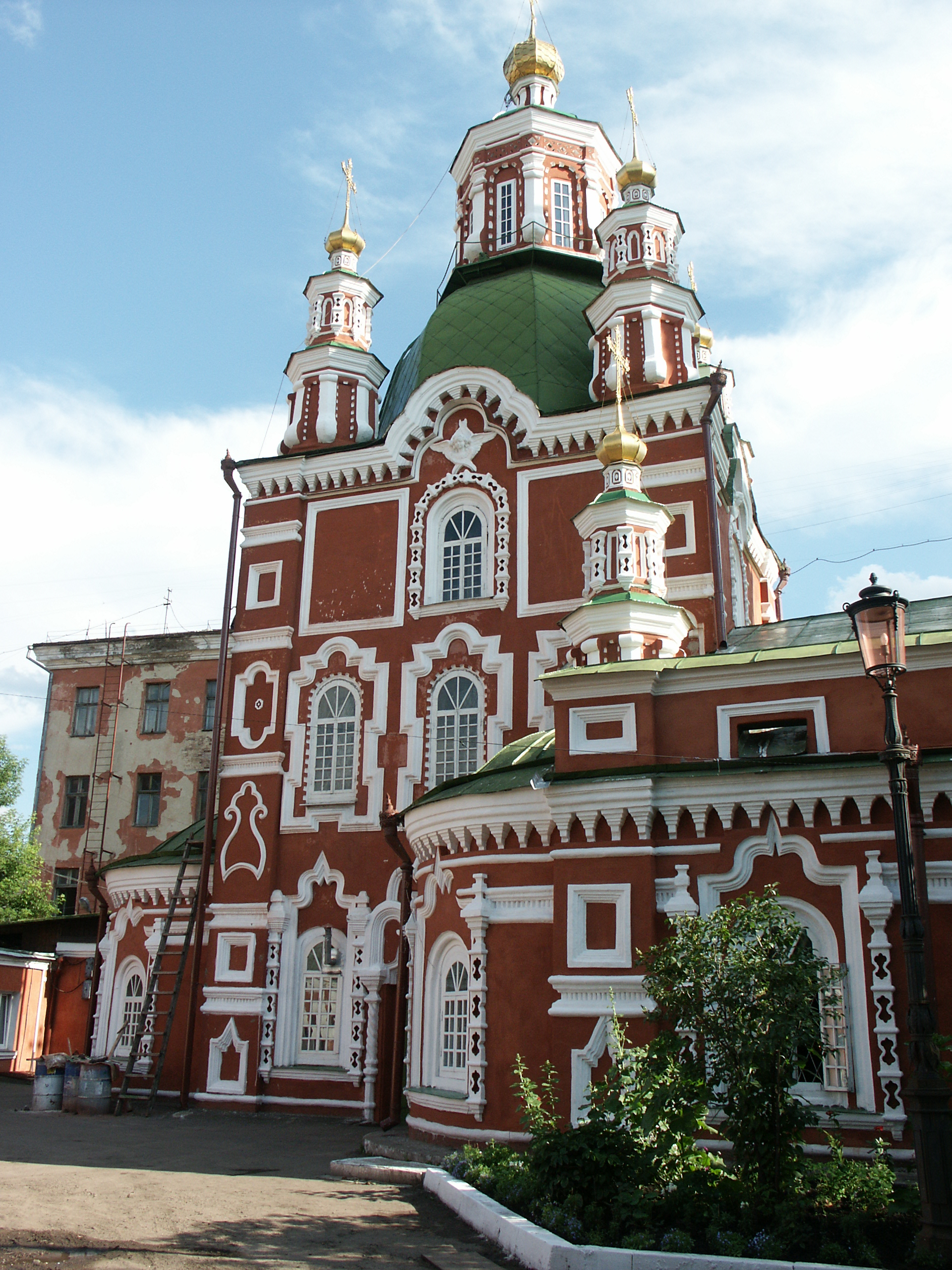
Mariä-Schutz-und-Fürbitte-Kirche (1795)

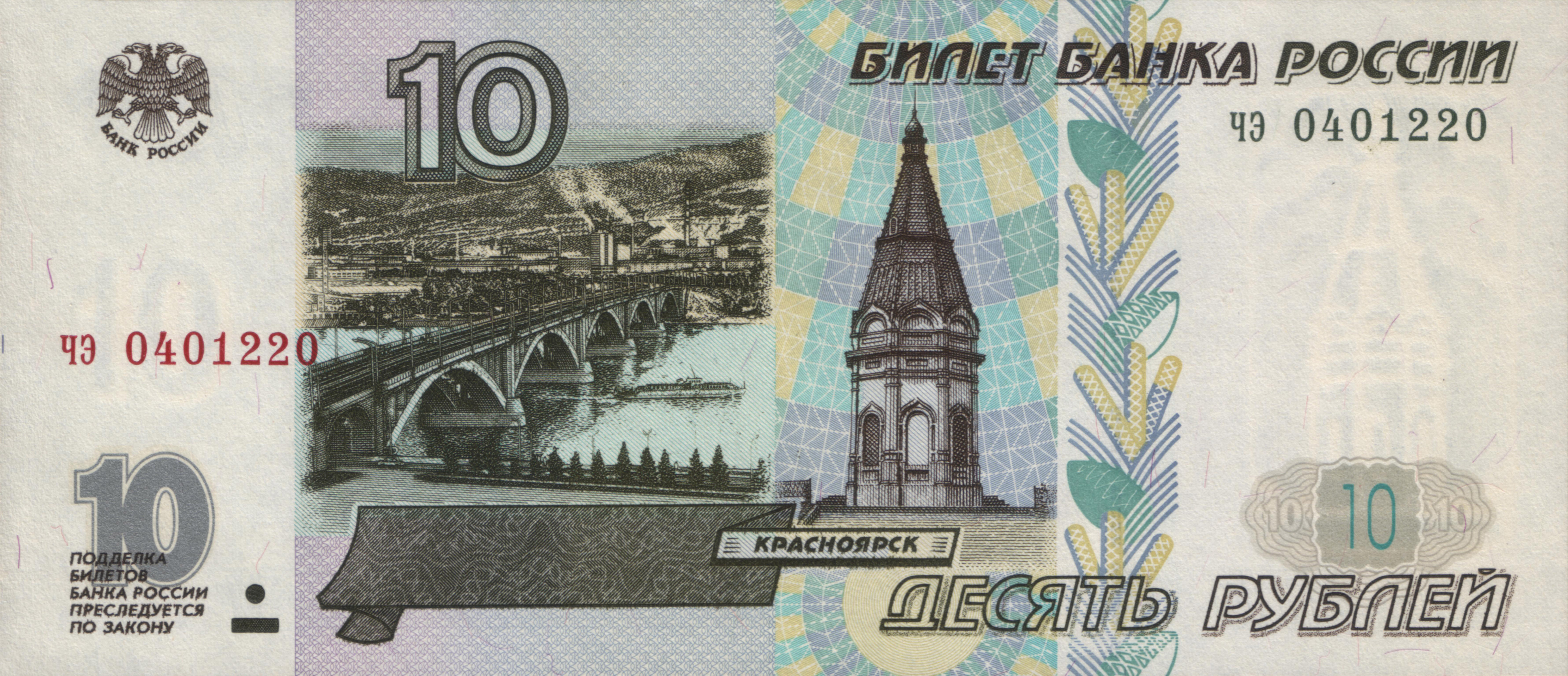
10-Rubel-Schein mit Motiven aus Krasnojarsk

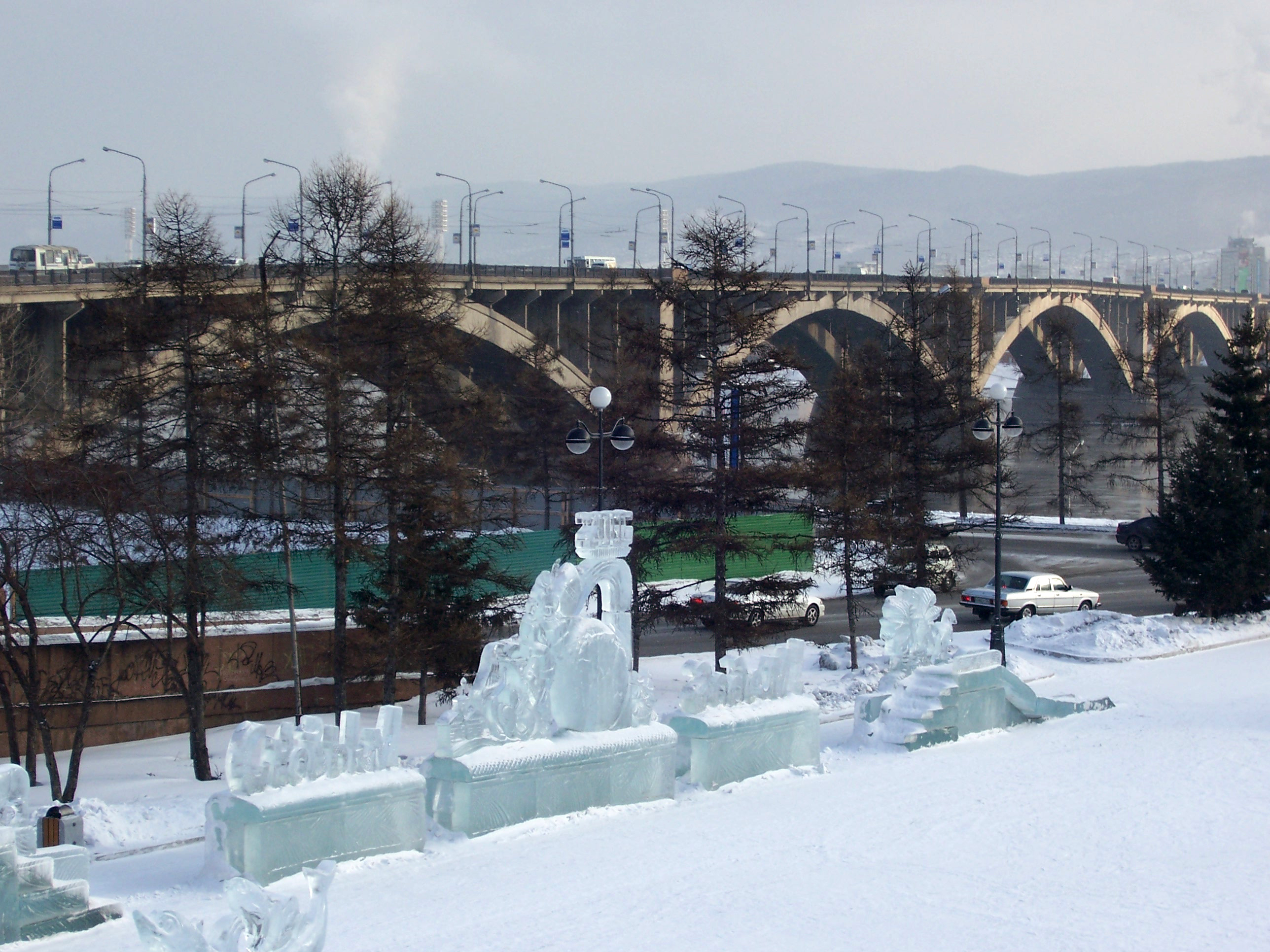
Kommunale Brücke über den Jenissei in Krasnojarsk

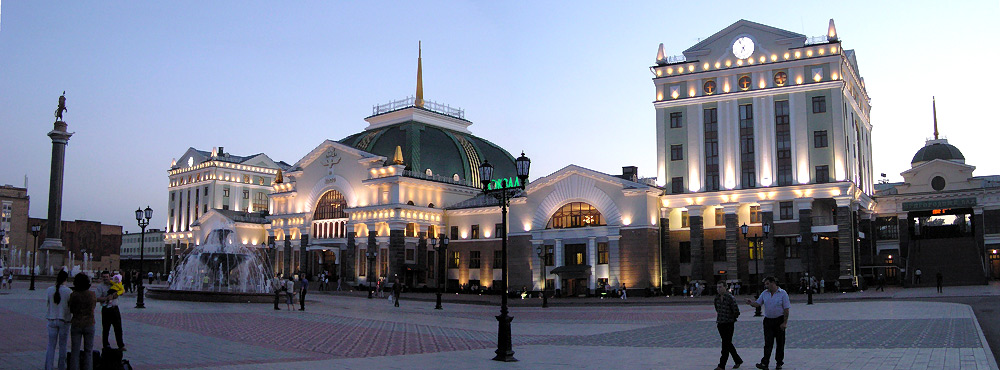
Der Bahnhof von Krasnojarsk an der Transsib

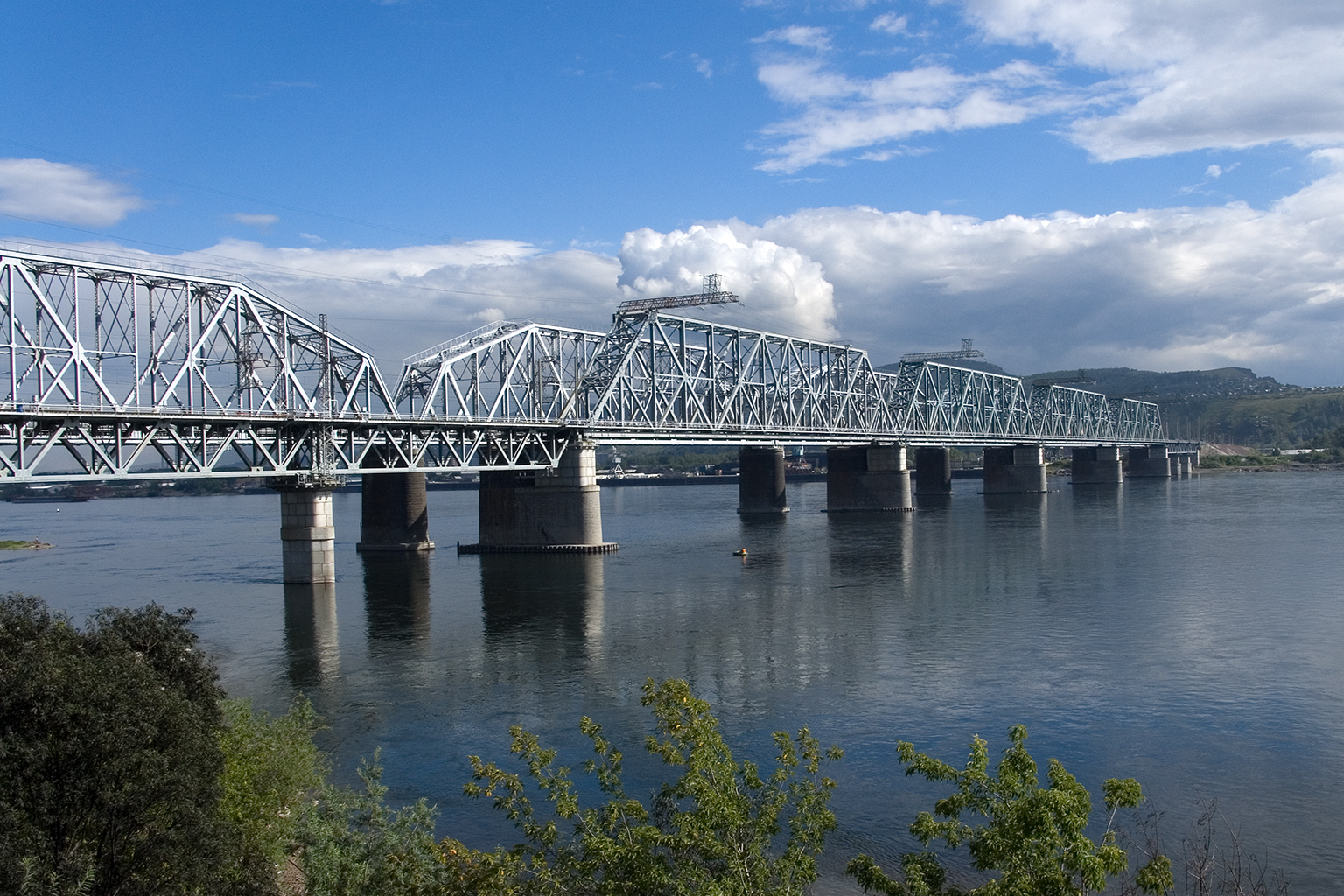
Eisenbahnbrücke über den Jenissei

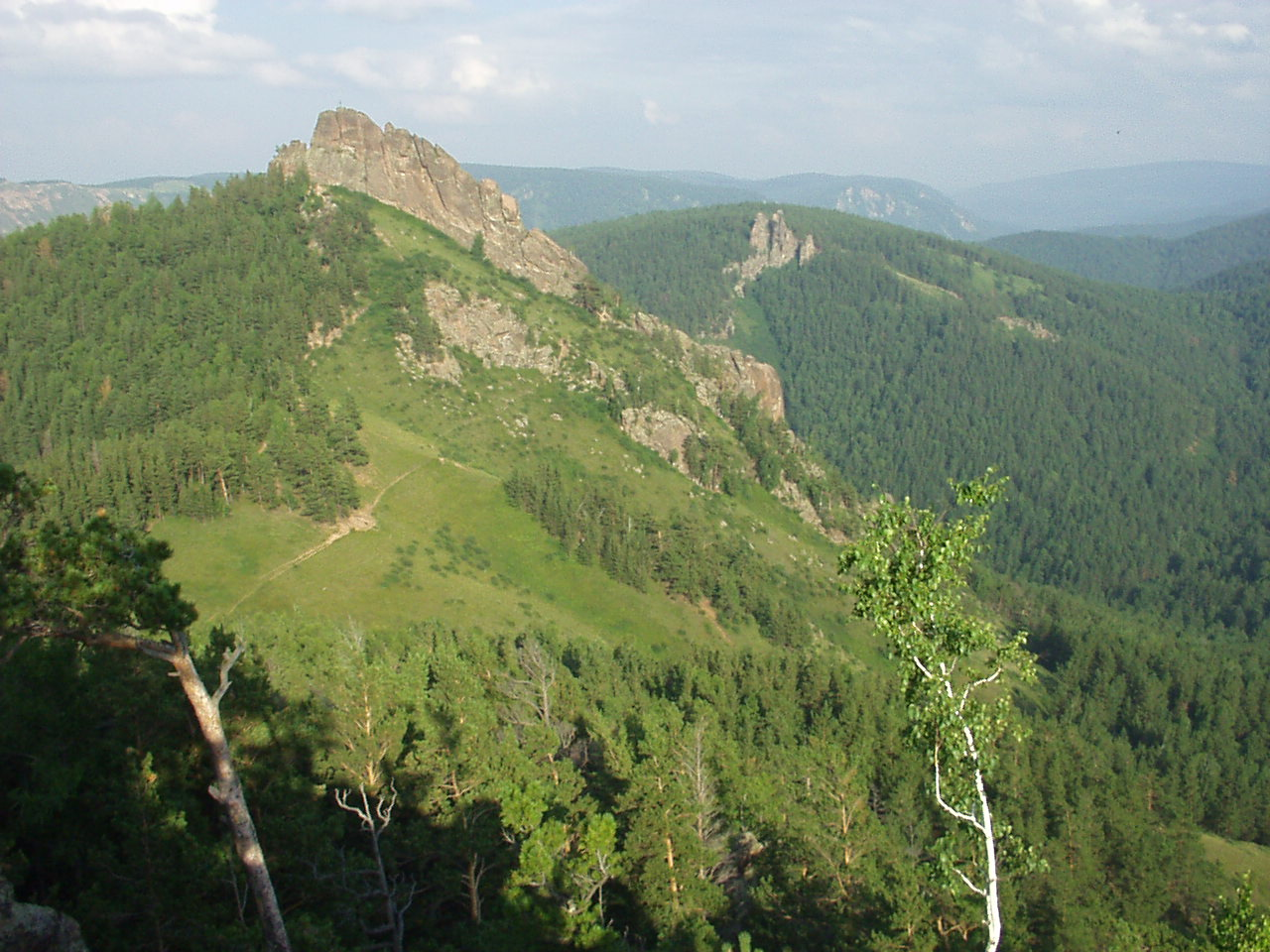
Stolby-Naturschutzgebiet bei Krasnojarsk

Drei Wahrzeichen der Stadt sind auf dem 10-Rubel-Schein – der seit 2009 durch Münzen ersetzt wird – abgebildet: die Kapelle Paraskewa-Pjatniza, die Kommunale Brücke über den Jenissei und – auf der Rückseite – das Kraftwerk am Krasnojarsker Stausee.
Die Kapelle Paraskewa-Pjatniza (Часовня Параскевы Пятницы) thront auf einem Hügel Karaulnaja (wörtl.: „Wachhügel“) oberhalb Krasnojarsks. Ursprünglich befand sich da ein heidnischer Schrein, später ein Wachturm der Krasnojarsker Festung. Die Kapelle wurde 1804 erbaut und 1852–1855 von den Architekten J. Alfejew und J. Nabalow neu errichtet. In Sowjetzeiten wurde sie nicht genutzt und verfiel. Erst mit der Perestroika wurde sie wieder in die Jenissei-Diözese aufgenommen.
In der Nähe der Kommunalen Brücke liegt das historische und ethnographische Museum in einem ägyptisch anmutenden Gebäude mit einer großen Sammlung alter Fotos von Sibirien.
Das ehemalige Lenin-Museum wurde 1987 eröffnet und daneben am Jenissei liegt der restaurierte Flussdampfer Swjatitel Nikolai, mit dem Lenin und seine Begleiter stromaufwärts nach Minussinsk in die Verbannung fuhren.
Der Prospekt Mira ist die Haupteinkaufsstraße der Krasnojarsker Bewohner. Sie wurde fünfmal umbenannt: Zuerst hieß sie Große Straße, dann Woskressenskaja-Straße – nach dem Namen der ersten steinernen dreistöckigen Woskressenskaja-Kirche, die auf der Strelka in der Mitte des 19. Jahrhunderts errichtet wurde. Nach dem Ersten Weltkrieg war sie die Sowjetische Straße, später hatte sie den Namen Stalin-Prospekt und heute Prospekt Mira („Allee des Friedens“).
Im Südwesten der Stadt überquert die Transsib den Jenissei auf der 940 m langen Eisenbahnbrücke Krasnojarsk. Sie wurde nach einem Entwurf von Jewgeni Knorre und Lawr Proskurjakow zwischen 1893 und 1896 errichtet und auf der Pariser Weltausstellung 1900 ausgezeichnet.
In der Nähe des östlichen Endes der Brücke befindet sich das Haus des sibirischen Kaufmanns, Bücherliebhabers und Sammlers G. W. Judin. Er hatte eine ca. 80.000 Bände umfassende Privatbibliothek zusammengetragen. Sie wurde 1906 von der amerikanischen Kongressbibliothek gekauft und bildet den Grundstein für deren Russische Sammlung.
Ein von vielen Stellen der Stadt aus weithin sichtbares inoffizielles Wahrzeichen Krasnojarsks ist ein unvollendeter, 28 Stockwerke hoher Büroturm. Sein Bau war kurz vor der Perestroika begonnen und in den Wirren des Umbruchs gestoppt worden.
In der Umgebung von Krasnojarsk liegt das berühmte Naturschutzgebiet „Stolby“ („Säulen“, russisch: Столбы). Der Name kommt von den bis zu 100 Meter hohen Felssäulen.
35 km westlich bei Diwnogorsk am Jenissei gibt es eines der größten Schiffshebewerke. Es ist als Schrägaufzug ausgeführt und dient zur Überwindung der Staustufe des Krasnojarsker Stausees.
Die nicht nur bei Kindern beliebte Kindereisenbahn Krasnojarsk zieht im Zentralpark der Stadt ihre Kreise.

## Sport
In der Stadt sind die Rugbymannschaften Krasny Jar Krasnojarsk und Jenissei-STM Krasnojarsk beheimatet. Im Eishockey wird Krasnojarsk durch das Team vom HK Sokol Krasnojarsk, im Bandy vom HK Jenissei Krasnojarsk, im Basketball vom BK Jenissei Krasnojarsk und im Volleyball vom VK Jenissei Krasnojarsk repräsentiert.
Außerdem wird die Stadt durch den Verein FK Jenissei Krasnojarsk im Fußball vertreten. 2018 wurde der erstmalige Aufstieg in die höchste russische Ligastufe (Premjer-Liga) gefeiert. Heimspiele werden im städtischen Zentralstadion, das 15.000 Zuschauern Plätze bietet und im Jahre 1967 eröffnet wurde, ausgetragen.

## Wirtschaft und Industrie
In Krasnojarsk liegt das heute zu Rusal gehörende zweitgrößte Aluminiumwerk der Welt Krasnojarski aljuminijewy sawod (KrAS, russisch Красноярский алюминиевый завод). Unter anderem, um den Energiebedarf des Aluminiumwerks zu decken, wurde im Jahre 1967 30 km westlich von Krasnojarsk ein Wasserkraftwerk am Krasnojarsker Stausee in Betrieb genommen. Die Leistung des Krasnojarsker Wasserkraftwerkes beträgt 6000 Megawatt, womit es zu den größten der Welt gehört.
In Krasnojarsk sind auch mehrere andere Industriegiganten ansässig:
- Bergbau
- Maschinenbau (Красноярский машиностроительный завод – Красмаш, Krasmasch)
- Chemie
- Metallverarbeitung.

Nahe der Stadt Krasnojarsk liegt einer der größten unterirdischen Industriekomplexe der Welt, das „Bergbau- und Chemiekombinat“ Schelesnogorsk (früher Krasnojarsk-26), ein früher streng geheimer und bis heute von der Außenwelt abgeschirmter Betrieb, in dem seit seiner Gründung in den 1950er Jahren unter anderem in drei Plutonium-Reaktoren Material für das russische Kernwaffenprogramm erzeugt wurde.
Russlands erstes Endlager für radioaktives Material wurde 2011 in Krasnojarsk in Betrieb genommen. Aufgrund der geplanten Stilllegung deutscher Atomkraftwerke war die Endlagerung deutscher Brennstäbe in Russland im Gespräch. Obwohl es aufgrund von Kontroversen in Deutschland nicht dazu kam, arbeiten Wissenschaftler mit Russland an einem gemeinsamen Projekt zu Verfahren der Endlagerung.
In der Stadt befindet sich die Verwaltung der Krasnojarsker Eisenbahn, der Filiale der Russischen Eisenbahnen, welche die Transsibirische Eisenbahn auf den Streckenkilometern 3713 bis 4489 und ihre Zweigstrecken auf diesem Abschnitt, beispielsweise nach Abakan in Chakassien, betreibt.

## Verkehr

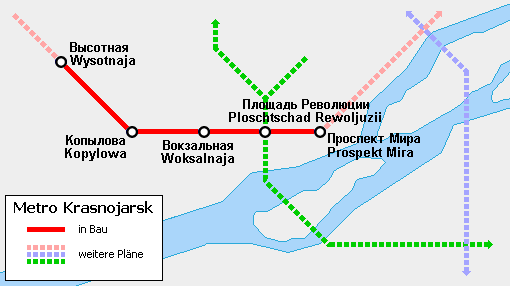
Plan der zukünftigen Metro Krasnojarsk

### Nahverkehr
Die Metro Krasnojarsk wird seit 1994 gebaut. Die Fertigstellung wurde hauptsächlich wegen mangelnder Finanzierung immer wieder verschoben. Ende 2022 war die Eröffnung der U-Bahn für 2024 vorgesehen.

### Flughafen
Am 14. Juli 2006 erfolgte die Grundsteinlegung für das neue Frachtterminal am internationalen Flughafen Jemeljanowo. Die Projektverantwortlichen sind AirBridge Cargo (ABC), KrasAir, Swissport sowie Vertreter der Administration. Ein weiterer Flughafen für den Regionalverkehr ist der unmittelbar östlich von Jemeljanowo gelegene Flughafen Tscheremschanka. Dessen Hauptgebäude wurde am 19. Dezember 2011 durch einen Brand nach einem Kurzschluss vollkommen zerstört.

### Eisenbahn
Krasnojarsk ist an die Transsibirische Eisenbahn angeschlossen, die von Moskau kommend durch die Stadt und ganz Sibirien bis nach Wladiwostok am Pazifik führt.

### Fernstraßen
Die Stadt liegt an der transkontinentalen Straßenverbindung von Moskau nach Wladiwostok (R255). Gleichzeitig ist Krasnojarsk Ausgangspunkt der 1111 Kilometer langen Abzweigung R257, die in südlicher Richtung am Westufer des Krasnojarsker Stausees des namensgebenden Jenissei entlang nach Abakan (Hauptstadt von Chakassien), weiter rechts des Jenissei nach Kysyl (Hauptstadt von Tuwa) und weiter nach Zagan-Tolgoi an der Grenze zur Mongolei führt.

## Wissenschaft und Bildung

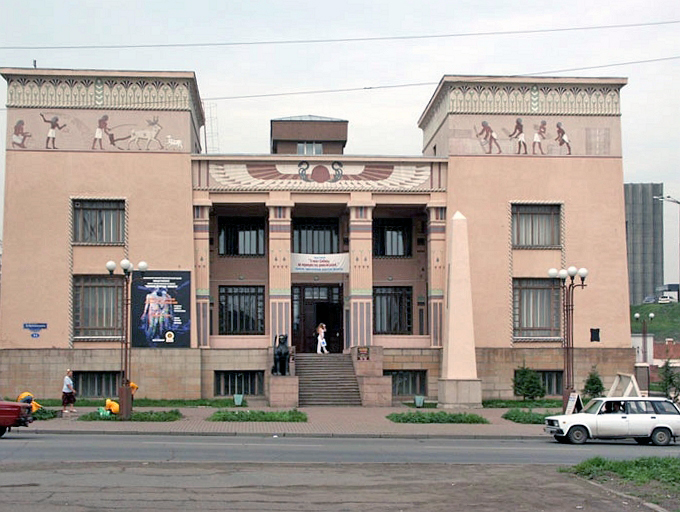
Ethnographisches Museum Krasnojarsk

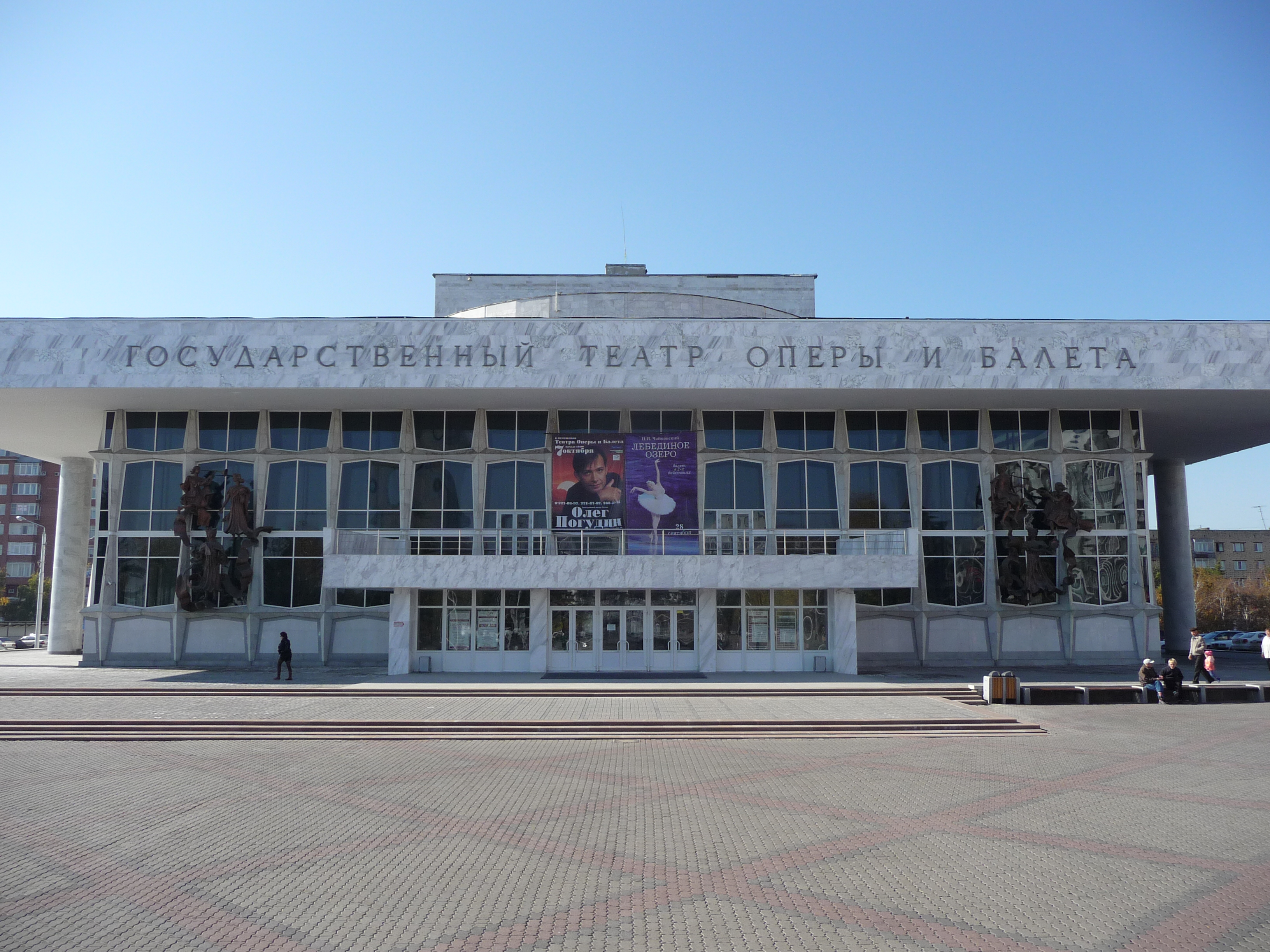
Staatsoper und Ballett Krasnojarsk

In Krasnojarsk sind mehrere Hochschulen und Universitäten ansässig:
- Sibirische Universität der Föderation in Krasnojarsk, hervorgegangen 2006 aus der Staatlichen Technischen Universität, Staatlichen Universität, Staatlichen Akademie für Architektur und Bauwesen, und Staatlichen Akademie für Buntmetalle und Gold.
- Fakultät der Staatlichen Akademie Nowosibirsk für Wasserstraßenverkehr
- Filiale der Öffentlichen Sozialuniversität Moskau
- Filiale der Geisteswissenschaftlichen Universität der Gewerkschaftsverbände Sankt Petersburg[10]
- Filiale der Sibirischen Staatlichen Universität für Verkehrsverbindungen
- Hochschule des Innenministeriums Russlands in Krasnojarsk
- Institut für Sozialwissenschaften Krasnojarsk
- Staatliche Agraruniversität Krasnojarsk
- Staatliche Medizinakademie Krasnojarsk
- Staatliche Pädagogische Universität Krasnojarsk
- Staatliches Kunstinstitut Krasnojarsk
- Staatliches Ökonomisches Handelsinstitut Krasnojarsk
- Militärhochschule für Nachrichtentechnik
- Sibirische Staatliche Universität für Luft- und Raumfahrt „M. F. Reschetnjow“
- Sibirische Staatliche Technologische Universität
- Sibirisches Institut für Wirtschaft, Verwaltung und Psychologie
- Sibirisches Sozialinstitut

Krasnojarsk verfügt seit 1978 auch über ein großes Opern- und Ballett-Theater.

## Städtepartnerschaften
Krasnojarsk listet folgende 15 internationale und elf nationale Partnerstädte auf:
| Stadt              | Land                | seit |
| ------------------ | ------------------- | ---- |
| Changchun          | Volksrepublik China | 2014 |
| Cremona            | Italien             | 2006 |
| Daqing             | Volksrepublik China | 2002 |
| Dnipro             | Ukraine             | 2007 |
| Harbin             | Volksrepublik China | 2003 |
| Heihe              | Volksrepublik China | 1999 |
| Irkutsk            | Russland            | 2013 |
| Istarawschan       | Tadschikistan       | 2000 |
| Kaliningrad        | Russland            | 1999 |
| Kasan              | Russland            | 2001 |
| Kysyl              | Russland            | 2002 |
| Mirny              | Russland            | 1999 |
| Mahiljou           | Belarus             | 2001 |
| Moskau             | Russland            | 1998 |
| Norilsk            | Russland            | 2000 |
| Nowosibirsk        | Russland            | 2013 |
| Omsk               | Russland            | 2011 |
| Oneonta            | Vereinigte Staaten  | 2004 |
| Qiqihar            | Volksrepublik China | 2005 |
| Sajansk            | Russland            | 2011 |
| Samarqand          | Usbekistan          | 2003 |
| Sankt Petersburg   | Russland            | 1998 |
| Sault Sainte Marie | Kanada              | 2002 |
| Tomsk              | Russland            | 2013 |
| Tscheboksary       | Russland            | 2003 |
| Ulaanbaatar        | Mongolei            | 2003 |
| Unterschleißheim   | Deutschland         | 2009 |
| Žilina             | Slowakei            | 2013 |

## Söhne und Töchter der Stadt

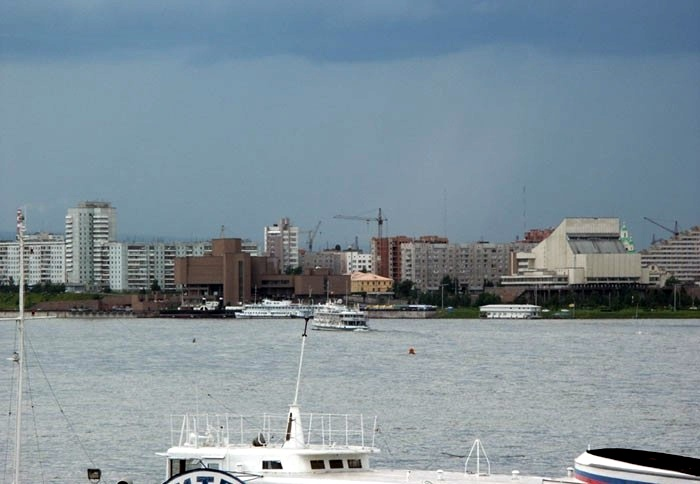
Ehemaliges Leninmuseum und Konzerthaus Krasnojarsk

Zu den Söhnen und Töchtern der Stadt Krasnojarsk gehören u. a. der russische Komponist Wladimir Rebikow (1866–1920), der österreichische Sänger Bob Martin (1922–1998), der Fußballspieler und -trainer Oleg Romanzew (* 1954), der Ringer und Weltmeister im Federgewicht Wiktor Alexejew (* 1956), der Opernsänger Dmitri Hvorostovsky (1962–2017), der Gouverneur der Oblast Moskau Andrei Worobjow (* 1970), die Hürdenläuferin und Weltmeisterin Julija Petschonkina (* 1978), die deutsche Schlagersängerin Helene Fischer (* 1984), der Florettfechter Dmitri Rigin (* 1985) und die Eiskunstläuferinnen Xenia Krassilnikowa (* 1991) sowie Sofja Samodurova (* 2002), Europameisterin von 2019.

## Klima in Krasnojarsk
|                       | Jan   | Feb   | Mär   | Apr  | Mai  | Jun  | Jul  | Aug  | Sep  | Okt  | Nov   | Dez   |   |      |
| Mittl. Tagesmax. (°C) | −11,5 | −10,2 | −1,2  | 7,1  | 15,8 | 22,4 | 24,5 | 21,3 | 14,7 | 5,3  | −3,6  | −9,7  | ⌀ | 6,3  |
| Mittl. Tagesmin. (°C) | −20,0 | −19,5 | −11,1 | −3,4 | 3,8  | 10,0 | 13,1 | 10,5 | 4,6  | −2,8 | −11,4 | −17,8 | ⌀ | −3,6 |
|                       |       |       |       |      |      |      |      |      |      |      |       |       |   |      |
| Niederschlag (mm)     | 17    | 13    | 15    | 30   | 48   | 59   | 81   | 68   | 41   | 41   | 38    | 26    | Σ | 477  |
|                       |       |       |       |      |      |      |      |      |      |      |       |       |   |      |
| Regentage (d)         | 5     | 4     | 5     | 7    | 9    | 9    | 10   | 10   | 9    | 10   | 10    | 8     | Σ | 96   |

| −20,0 |

| −19,5 |

| −11,1 |

| −3,4 |

| 3,8 |

| 10,0 |

| 13,1 |

| 10,5 |

| 4,6 |

| −2,8 |

| −11,4 |

| −17,8 |

| −20,0 |

| −19,5 |

| −11,1 |

| −3,4 |

| 3,8 |

| 10,0 |

| 13,1 |

| 10,5 |

| 4,6 |

| −2,8 |

| −11,4 |

| −17,8 |